# Denis Špoljarić
Denis Milan Špoljarić, más conocido como Denis Špoljarić, (Dubrovnik, 20 de agosto de 1979) es un exbalonmanista croata que jugó como central. Su último equipo fue el Füchse Berlin, con el que jugó hasta 2016.
Fue un componente habitual de la Selección de balonmano de Croacia con la que logró la medalla de oro en los Juegos Olímpicos de Atenas 2004, entre otras medallas. La mayor parte de su carrera la ha desarrollado entre el RK Zagreb y el Füchse Berlin, su último club.

## Palmarés

### RK Zagreb
- Liga de Croacia de balonmano (11): 1998, 1999, 2000, 2001, 2003, 2004, 2005, 2006, 2008, 2009, 2010
- Copa de Croacia de balonmano (10): 1998, 1999, 2000, 2001, 2003, 2004, 2005, 2006, 2008, 2009, 2010

### Pfadi Winterthur
- Liga de balonmano de Suiza (1): 2002

### RK Celje
- Liga de balonmano de Eslovenia (1): 2007
- Copa de Eslovenia de balonmano (1): 2007

### Füchse Berlin
- Copa de Alemania de balonmano (1): 2014
- Copa EHF (1): 2015
- Mundialito de clubes (1): 2015

## Clubes
- RK Zagreb (1997-2001)
- Pfadi Winterthur (2001-2002)
- RK Zagreb (2002-2006)
- RK Celje (2006-2007)
- RK Zagreb (2007-2010)
- Füchse Berlin (2010-2016)